# メダン (フランス)
メダン（Médan、[medɑ̃]）は、フランス・イル＝ド＝フランス地域圏イヴリーヌ県にあるコミューン（村）である。パリの北西約25キロメートルの位置にある。住民はMédanaisと呼ばれる。

## 地理
メダンはセーヌ川の溪谷の中に位置し、北東をトリエル＝シュル＝セーヌ、南をヴィレンヌ＝シュル＝セーヌ、南東をオルジュヴァルとモランヴィリエ、北西をヴェルヌイエと接している。人口は約1500人で、商業活動はほとんど行われておらず、パリのベッドタウンとして機能している。村域は一部都市化されているが、約66パーセントが緑地である。小学校、ロマネスク建築の教会（イースターから万聖節まで開館）および公営会議室がある。第二種道路RD164・RD154が村域を横切る。最寄りの高速道路はA13とA14、最寄駅はRER A線およびトランシリアンJ線のポワシー駅である。

## 歴史と文化
9世紀には、この村はMagedonと呼ばれ、荘園と24軒の小さな家からなっていた。

### メダン城

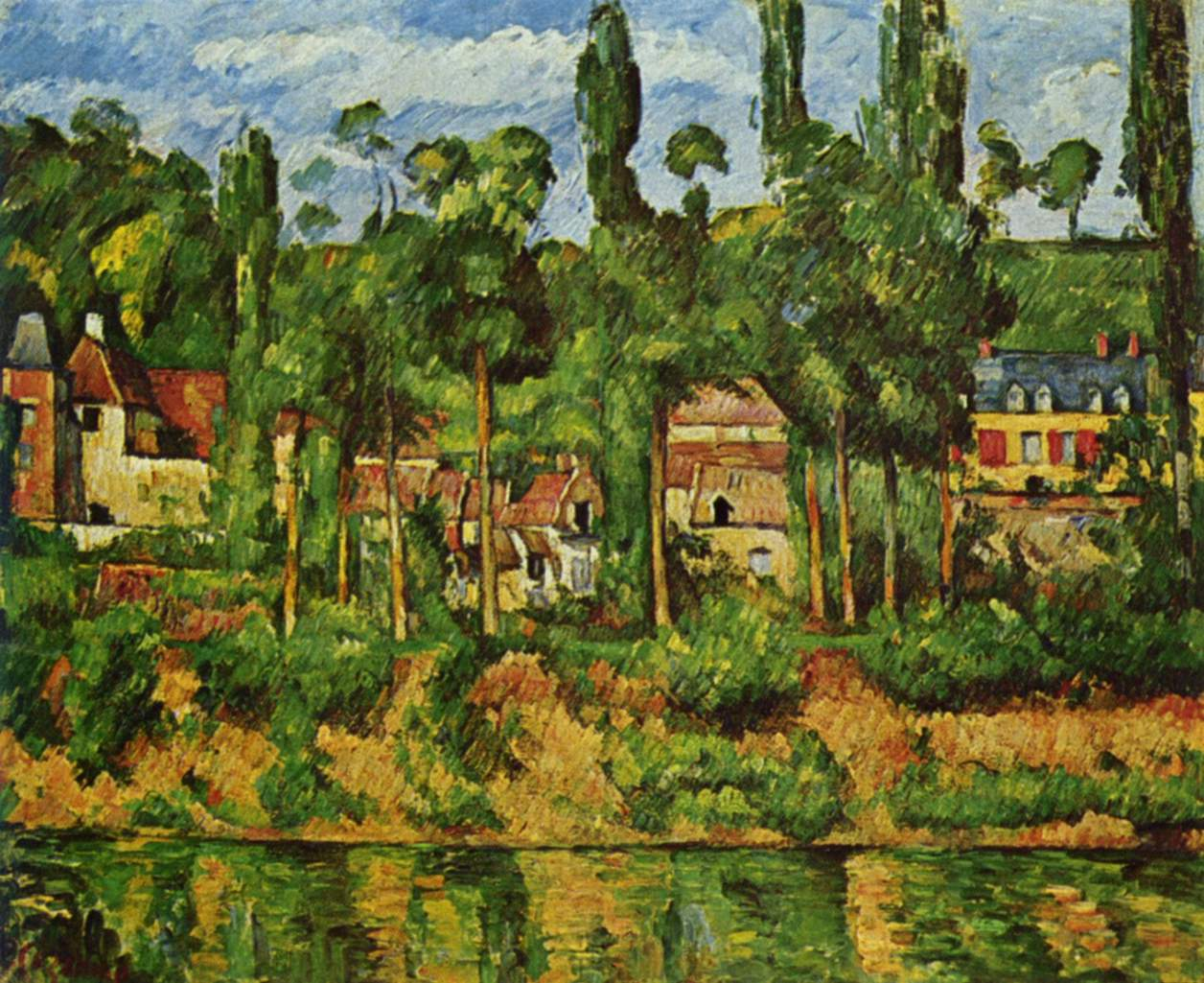
セザンヌ画『メダン城』 Château de Médan （1880年）

メダン城は15世紀後半に建てられた。ルネサンス期、ピエール・ド・ロンサール、ジョアシャン・デュ・ベレー、ジャン＝アントワーヌ・ド・バイフなどのプレイヤード派の詩人が狩猟や詩作のためにこの城を頻繁に訪問した。ポール・セザンヌは1879年から1881年にかけてこの城を3度描いた。
1911年にノーベル文学賞を受賞したモーリス・メーテルリンクは、1924年にこの城に滞在し、ここで『白蟻の生活』(La vie des Termites)と『ガラス蜘蛛』(L'araignee de verre)を執筆した。1926年、歴史的建造物として国の文化財に登録された。
この城は第二次世界大戦以降放棄され、1956年に火災で損傷を受けた。1966年から1974年にかけて、この城で新聞"Combat"が印刷されていた。現在は個人所有だが、予約制で一般公開されている。

### エミール・ゾラ邸

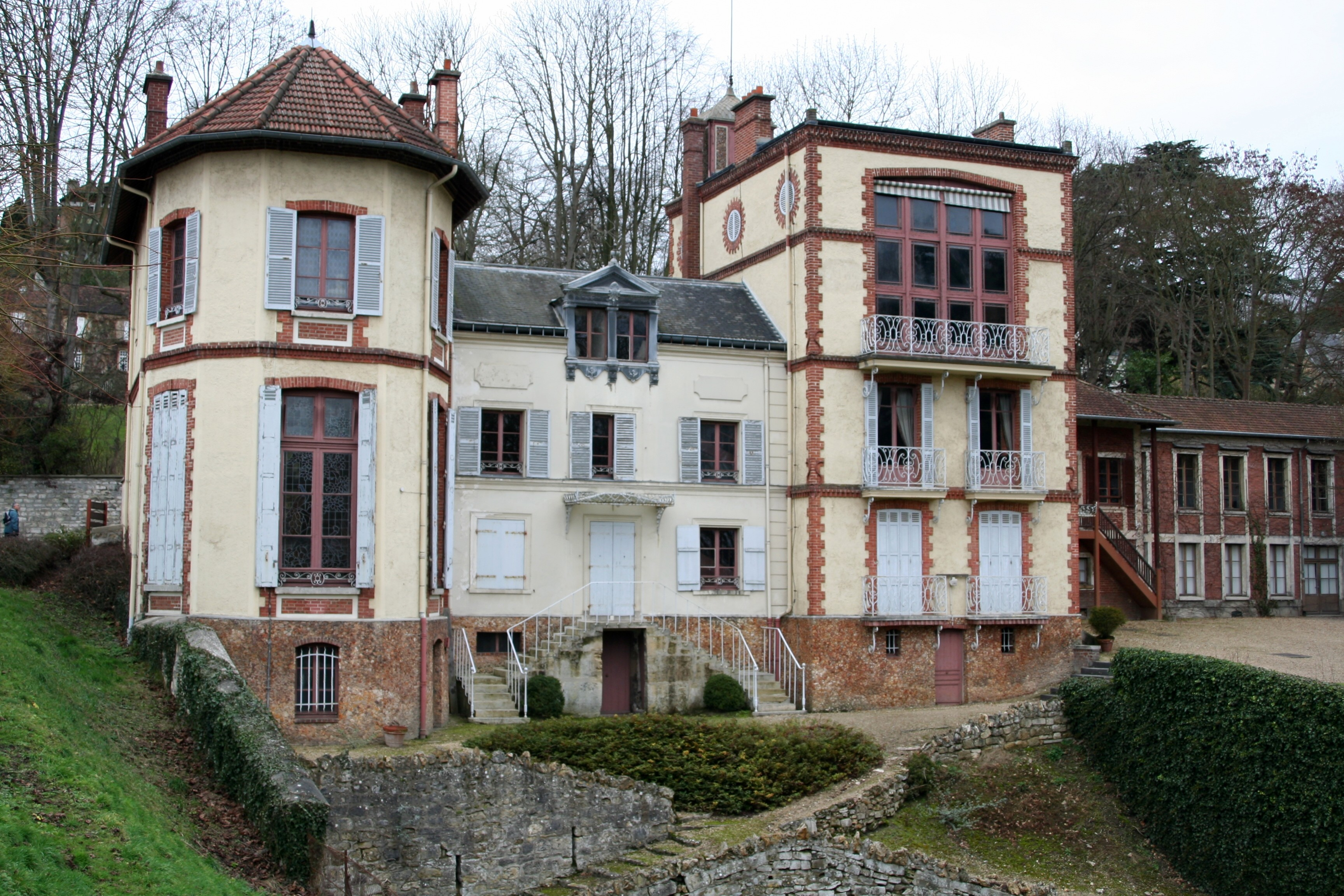
エミール・ゾラ邸

作家エミール・ゾラは、小説『居酒屋』で得た収益で、1878年5月にメダンに家を購入し、3年かけてマナーハウスに改造した。家の周りには、以前から常に夢に描いていた庭園を作った。
ゾラはこの家に滞在中、幼馴染のセザンヌをはじめとして、エドゥアール・マネ、カミーユ・ピサロなどの画家たち、および、アルフォンス・ドーデ、ギ・ド・モーパッサン、ジョリス＝カルル・ユイスマンスなどの自然主義の作家たちを招いた。これらの作家は「メダン派」(Groupe de Médan)と呼ばれた。メダン派の作家たちは1880年、普仏戦争を題材とした短編集を共同執筆し、ゾラの家で過ごした夜にちなんで『メダンの夕べ』(Les soirées de Médan)と名付けた。ゾラはパリとメダンの家を往復し、1902年にパリで死去した。
1905年、ゾラの未亡人のアレクサンドリーヌ・ゾラは、この家を、新たに設立されたゾラ財団に寄贈した。この家は子供たちの療養施設として使われた後に看護学校となり、1985年に博物館に改装された。
1998年、この家は、実業家のピエール・ベルジェとそのパートナーでファッションデザイナーのイヴ・サン＝ローランが代表を務めるエミール・ゾラ作品普及協会(Association pour la Rayonnement de l’Œuvre d’Émile Zola)に移管された。同協会は、家の修復と博物館の整備を行うとともに、アルフレド・ドレフュスを記念した棟の建設計画を推進した。2000年代には、年間約1万人がゾラ邸と庭園を訪問した。
2011年より4年間、一般公開を中止して「ゾラ＝ドレフュス・プロジェクト」のための工事が行われた。このプロジェクトでは、ゾラ邸の改修と併せてドレフュス博物館の新設が行われた。